# Ousmane Batoko
Ousmane Batoko né le 15 mai 1949 à Parakou au Bénin, ancien ministre, ancien président de la cour suprême est un magistrat et une personnalité politique du Bénin.

## Biographie

### Enfance et formations
Ousmane Batoko est né le 15 mai 1949 à Parakou. Il est titulaire d'un doctorat en droit public en juin 1992 à l’Université Panthéon-Assas Paris 2.

### Carrière
Ousmane Batoko est plusieurs fois ministre. Pendant la période révolutionnaire, il est du district de Savalou de 1977 à 1981. Il est d'abord ministre de la Culture, de la jeunesse et des sports, de 1985 à 1988. Il devient ensuite ministre de l’information et de la communication, de 1988 à 1990. A l’avènement du renouveau démocratique au Bénin, il fait partie du gouvernement de Mathieu Kérékou. Il y occupe le poste de ministre chargé de la fonction publique, du travail et de la réforme administrative 1998 à 2003,,.
Par décret, il est nommé président de la Cour suprême du Bénin, plus haute juridiction de l’État du Bénin en matière administrative, judiciaire et des comptes de l’État en replacement de Saliou Aboudou,. Son mandat est renouvelé le 10 mars 2016.
Après avoir atteint le nombre limite de mandats, il est remplacé par Victor Dassi Adossou.

## Vie privée
Ousmane Batoko est éleveur laitier.

## Distinctions
- Médaille civile de l'Ordre National du Bénin le 30 décembre 2011[9].